# Грушевського, 9-А
Житловий комплекс на Грушевського, Будинок-монстр на Грушевського — житловий комплекс, розташований у центрі Києва, на вулиці Грушевського, 9-А, між Маріїнським парком і Микільською брамою Київської фортеці. На думку громадськості, забудовник незаконно збільшив поверховість удвічі. Журналісти також назвали будинок символом безсилля «помаранчевої влади» у 2005 в боротьбі з попередніми корумпованими політиками.

## Історія ділянки

Житловий комплекс тяжіє над Арсенальною площею

На місці будинку розташовувався дитячий садок. Його, за твердженням Сергія Лещенка, приватизувала структура майбутнього президента України Петра Порошенка, який жив поруч у будинку № 9. У приміщенні садка розмістився один з офісів партії «Солідарність». Згодом політичний діяч планував збудувати тут одинадцятиповерховий житловий будинок.
Після того, як Порошенко у грудні 2001 року перейшов у партію «Наша Україна», опозиційну до тодішнього президента Леоніда Кучми, у нього відібрали ділянку під приводом передачі її посольству Росії. Однак територія перейшла новим власникам, наближеним до міністра транспорту Георгія Кірпи. 
Забудовник «Aurora Development» пішов на порушення будівельних норм. 2007 року замість 11-ти запроєктованих поверхів звели 22. Щоб будинок міцно стояв на краю пагорба, у ґрунт вбили тридцятиметрові палі. Це викликало занепокоєння, оскільки такі дії могли спричинити руйнування історичних пам'яток, розташованих поруч. Майже одразу на склепінні Микільської брами, розташованої поруч, утворились тріщини завтовшки в 40 см.
Президент Віктор Ющенко ініціював розслідування, яке не увінчалось успіхом. Повернути собі ділянку мав намір і Петро Порошенко.
У будинку оселилися тодішні високопосадовці, впливові політики та їхні родичі. Серед власників були президент Віктор Янукович, який, щоправда, мешкав у Межигір'ї, голова КМДА у 2014 році, заступник голови фракції Партії регіонів Володимир Макеєнко, Сергій Рудьковський, брат лідера Соціалістичної партії України у 2013—2014 роках і міністра транспорту у 2006–2007 роках Миколи Рудьковського, генерал-полковник міліції, народний депутат від СДПУ(о), згодом від Партії регіонів Віктор Развадовський, Даяна Іванющенко, донька Юрія Іванющенка (відомого як Юра Єнакіївський) та інші.
За даними журналістського розслідування, у будинку через кіпрську фірму «Алдоранте Лімітед» квартирою володіє родина президента Володимира Зеленського. У січні 2021 року будівля знову опинилась у центрі уваги журналістів у зв'язку з восьмигодинним святкуванням там Володимиром Зеленським свого дня народження без дотримання карантинних заходів безпеки під час дії обмежень «помаранчевої» зони.
У 2011 році вартість квартир становила від 1,5 до 10 мільйонів доларів.

## Архітектура
Будинок зведений за проєктом київського архітектора Сергія Бабушкіна та «Архітектурного союзу». Забудовник — «Aurora Development». Архітектори намагались відтворити стиль «Будинку-літака», зведеного Йосипом Каракісом навпроти, на Арсенальній площі, у 1934—1940 роках. Однак фахівці розкритикували споруду за цей псевдоісторичний стиль. Та найбільшою вадою будівлі була її висотність. «Будинок-монстр на Грушевського» став першим скандальним будинком, з якого почалось спотворення містобудівної панорами Києва.